# Juho Alasaari
Juho Daniel Alasaari (* 29. September 2003 in Laihia) ist ein finnischer Leichtathlet, der sich auf den Stabhochsprung spezialisiert hat.

## Sportliche Laufbahn
Erste internationale Erfahrungen sammelte Juho Alasaari beim Europäischen Olympischen Jugendfestival (EYOF) 2019 in Baku, bei dem er mit übersprungenen 4,90 m die Silbermedaille gewann. 2021 belegte er bei den U20-Europameisterschaften in Tallinn mit 5,34 m den vierten Platz und anschließend gewann er bei den U20-Weltmeisterschaften in Nairobi mit 5,35 m die Silbermedaille. Im Jahr darauf gewann er bei den U20-Weltmeisterschaften in Cali mit 5,60 m erneut die Silbermedaille und anschließend schied er bei den Europameisterschaften in Cali mit 5,30 m in der Qualifikationsrunde aus. 2023 wurde er bei der 1. Liga der Team-Europameisterschaft im Zuge der Europaspiele in Chorzów mit 5,45 m Dritter im B-Finale. Anschließend siegte er bei den U23-Europameisterschaften in Espoo mit einer Höhe von 5,71 m, ehe er bei den Weltmeisterschaften in Budapest mit 5,35 m in der Qualifikationsrunde ausschied. Im Jahr darauf verpasste er bei den Europameisterschaften in Rom mit 5,25 m den Finaleinzug und 2025 belegte er bei den U23-Europameisterschaften in Bergen mit 5,30 m den siebten Platz.
In den Jahren 2023 und 2024 wurde Alasaari finnischer Meister im Stabhochsprung im Freien sowie 2023 und 2025 in der Halle.